# Callitris preissii
Callitris preissii és una espècie de conífera de la família de les cupressàcies, endèmica d'Austràlia. És un arbre que es troba sobre sòls de sorra groga, blanca, gris o vermella, argila, granit i pedra calcària, a afloraments granítics, planures o ondulades, pendents pronunciades i vessants de valls. És una espècie de la que s'usa la fusta per a fer mobles.

## Galeria

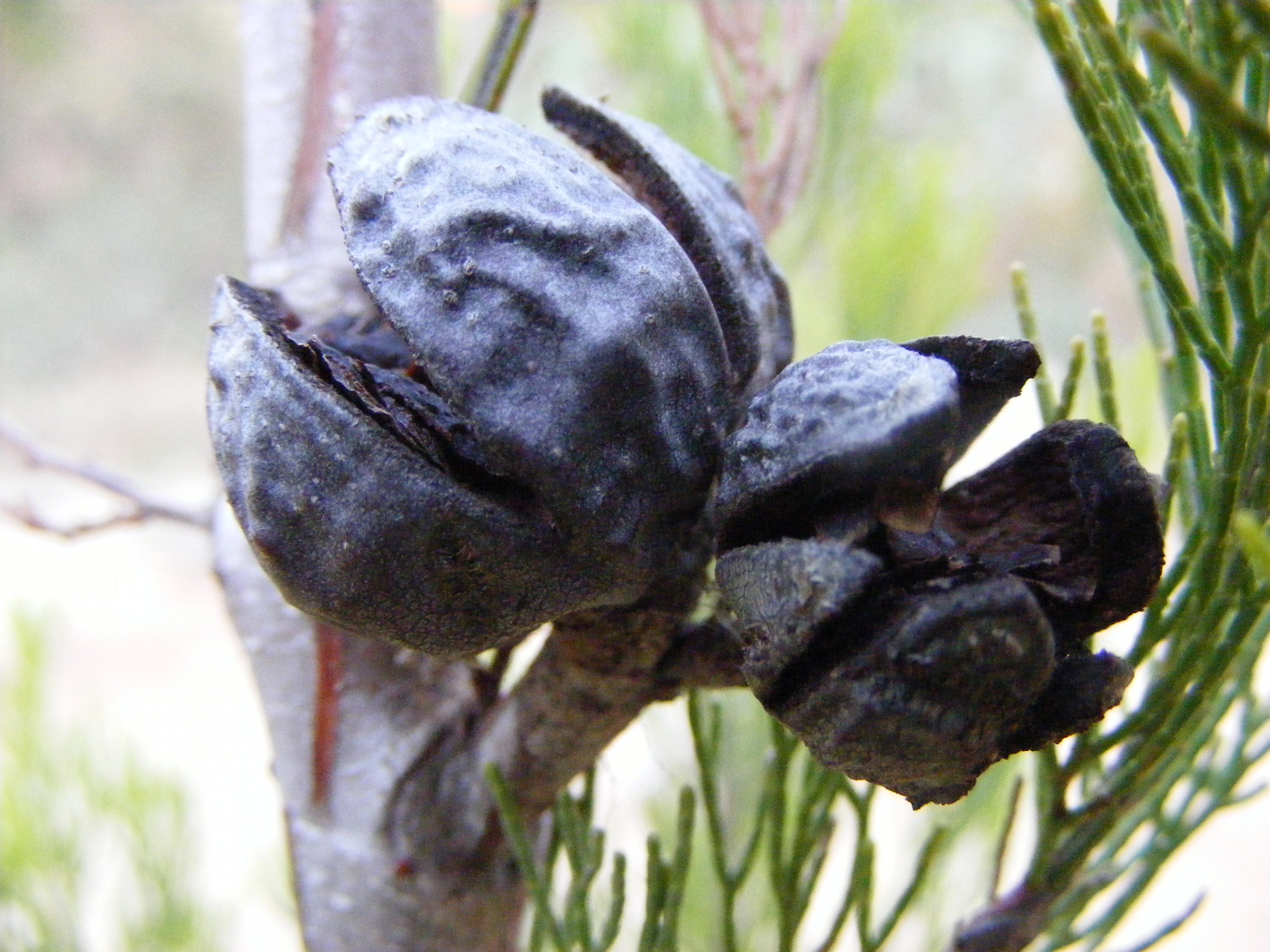
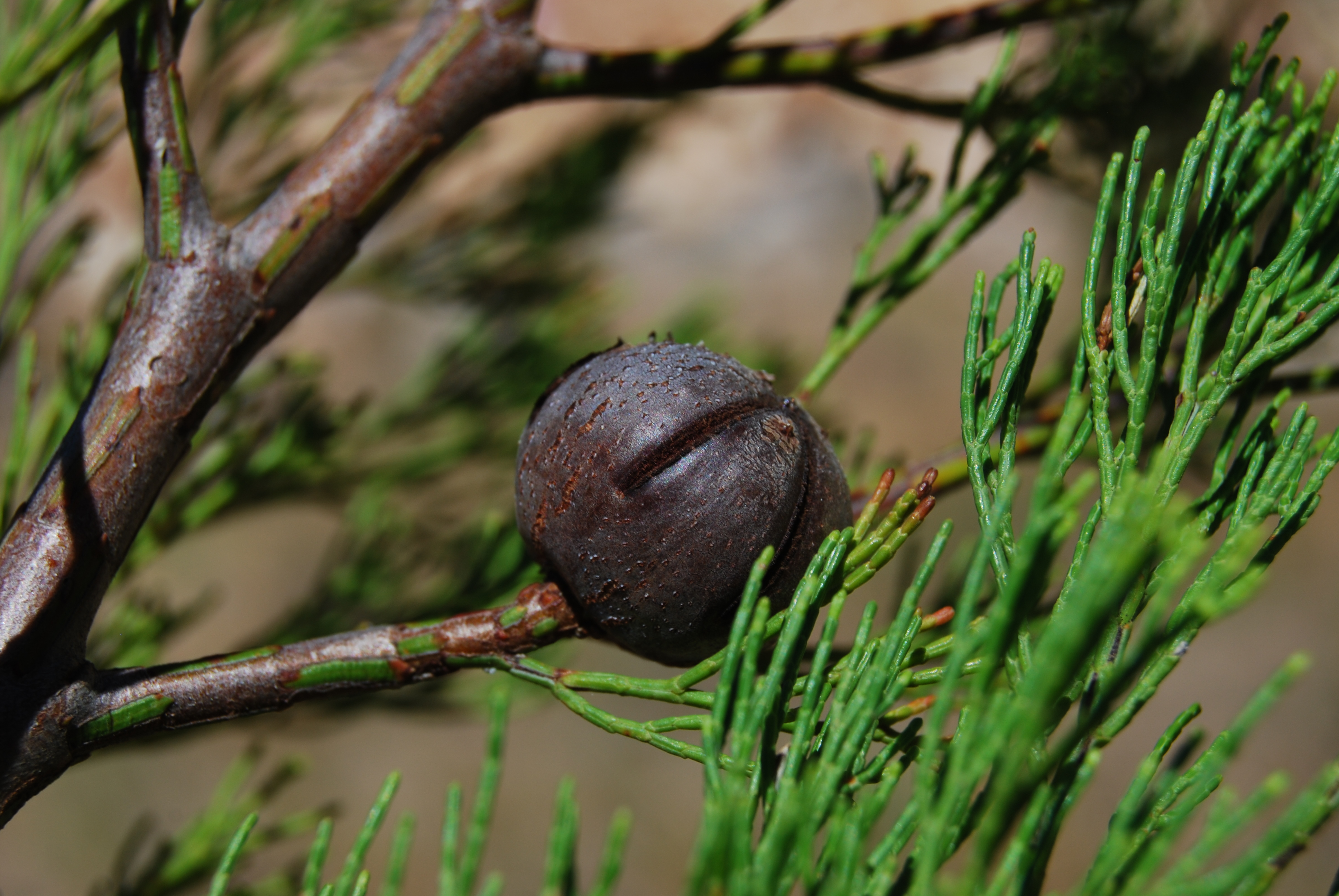
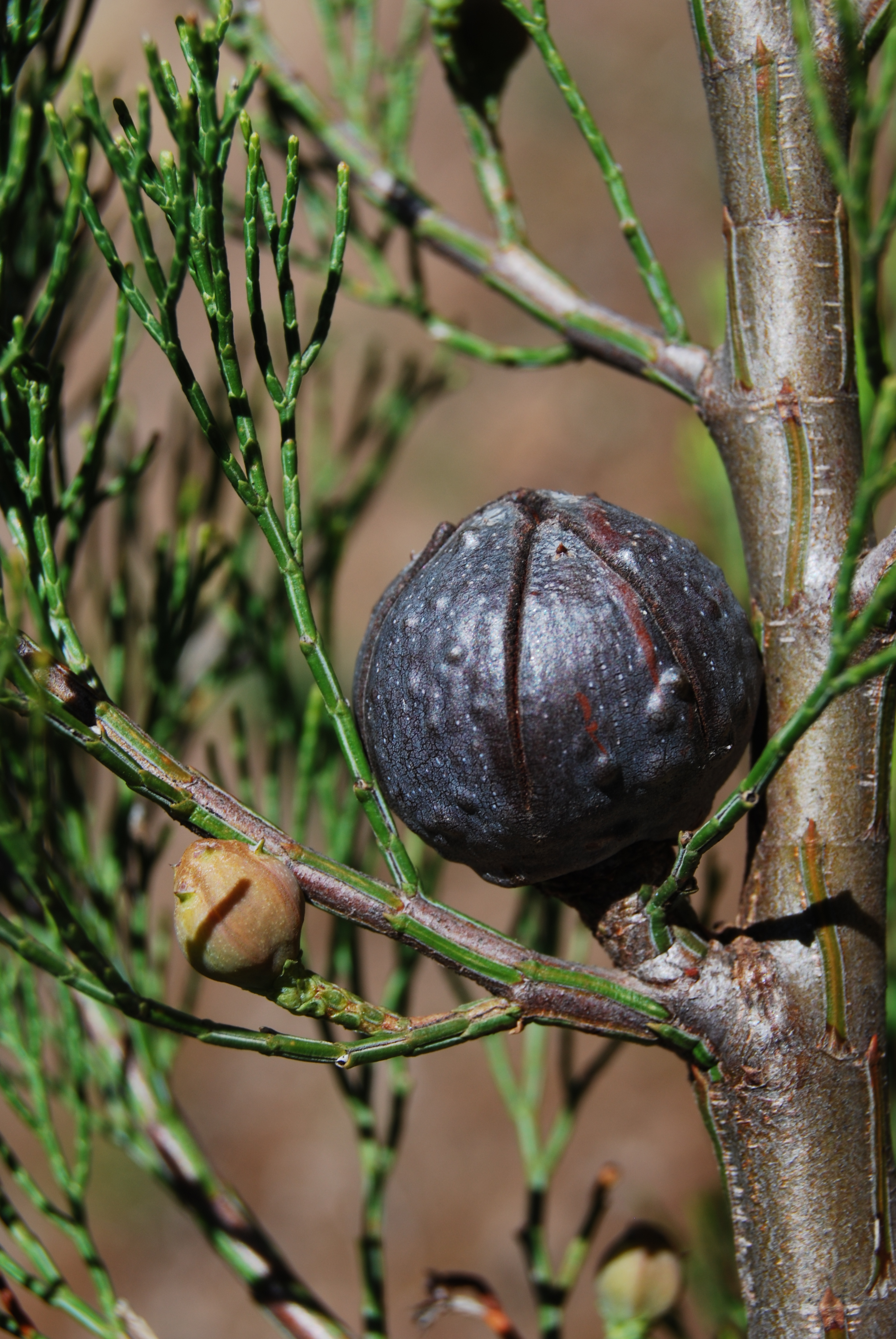
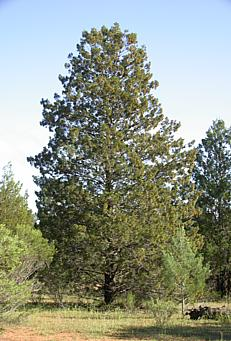